# Rancho Nuevo, Alaquines
Rancho Nuevo är en ort i Mexiko.   Den ligger i kommunen Alaquines och delstaten San Luis Potosí, i den centrala delen av landet, 300 km norr om huvudstaden Mexico City. Rancho Nuevo ligger 1 423 meter över havet och antalet invånare är 164.
Terrängen runt Rancho Nuevo är huvudsakligen kuperad, men västerut är den platt. Runt Rancho Nuevo är det glesbefolkat, med 20 invånare per kvadratkilometer. Närmaste större samhälle är Cardenas, 10,1 km sydväst om Rancho Nuevo. Trakten runt Rancho Nuevo består i huvudsak av gräsmarker.